# Ер-Руссайфа
Ер-Руссайфа, або просто Руссайфа (араб. الرصيفة) — місто в Йорданії, розташоване в  провінції Ез-Зарка. Посідає четверте місце в країні за кількістю мешканців після Амману, Ірбіду та Ез-Зарки. Населення міста становить 472 604 особи.
Ер-Руссайфа лежить у центрі Йорданії в басейні річки Ез-Зарка. Міста Амман, Ез-Зарка та Ер-Руссайфа утворюють одну велику столичну агломерацію, другу за величиною в усьому Леванті після Дамаску. Хоча місто не є регіональним центром, завдяки близькості до Амману та Ез-Зарки в ньому розміщено кілька важких галузей промисловості. Також з 1935 року в Ер-Руссайфі здійснюється видобуток фосфатів.